# Грузино-Імеретинська губернія
Грузино-Імеретинська губе́рнія — адміністративно-територіальна одиниця Російської імперії, утворена 10 квітня 1840 року. Центр губернії — місто Тифліс.

## Створення
Створена на підставі закону про адміністративну реформу, затвердженого 10 квітня 1840 року наказом Миколи I шляхом об'єднання територій скасованих Грузинської губернії, Вірменської та Імеретинської областей.

## Внутрішній поділ
Область поділялася на 8 повітів: Ахалцихський, Белоканський (у 1844 його було виділено у окремий Джаро-Белоканський округ), Горійский, Гурійський, Ериванський, Єлисаветпольський, Кутаїський та Телавський.

## Скасування губернії
14 грудня 1846 наказом Миколи I губернію було ліквідовано, її територія увійшла до складу Дербентської, Кутаїської, Тифліської та Шамахинської губерній.